# Кейп-Поїнт
Кейп-Поїнт або Каппюнт (Кейп) (афр. Kaappunt, англ. Cape Point) — мис у Південно-Африканській Республіці, який розташований поблизу з мисом Доброї Надії, південніше Кейптауна. Адміністративно відноситься до Західно-Капської провінції.

## Історія
Мис Кейп-Пойнт було відкрито в 1488 році разом з мисом Доброї Надії португальським мореплавцем Бартоломеу Діашем. Берегова лінія на схід від Кейп-Пойнта різко повертає на північ, утворюючи Помилкову затоку, на протилежному березі якої знаходиться селище Прінгл-Бей.

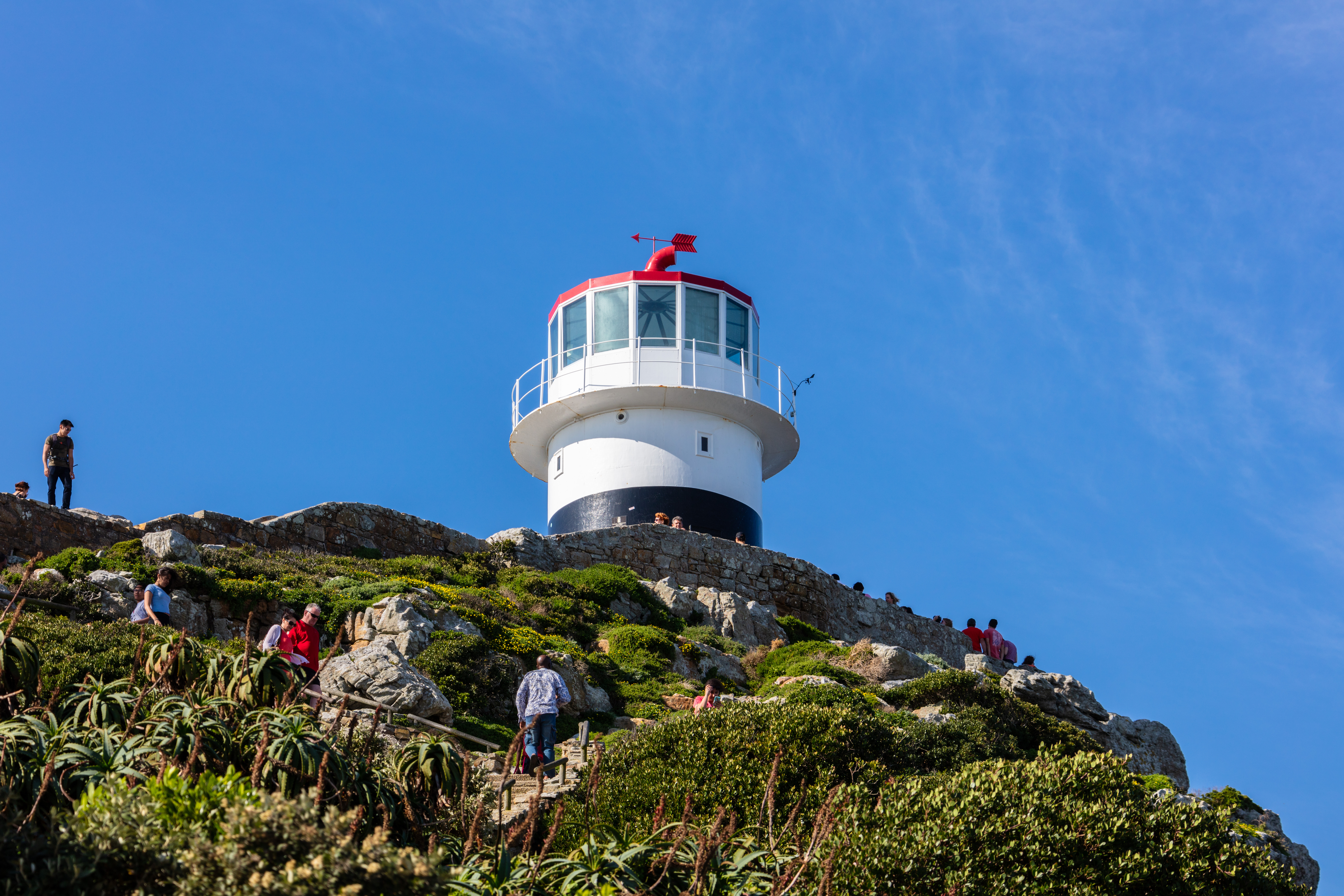
Старий маяк (1860—1919) на Кейп Пойнт. Фотограф Дієго Дельсо, зима 2023 року

На мисі розташований маяк, побудований в 1857 році.
Від Кейп-Пойнта до Кейптауна проводиться традиційний забіг по пересіченій місцевості Peninsula Ultra Fun Run (англ.). Його довжина — близько 80 км, змагання поєднує в собі елементи кросу і гірського бігу.
На Кейп-Пойнт можна піднятись на фунікулері. З мису відкривається гарний огляд місця, в якому зустрічаються Індійський та Атлантичний океани.
На мисі Кейп-Пойнт є маяк, який після своєї побудови працював недовго, через те, що низька хмарність закривала його, і світло було погано видно зі сторони моря.
Наразі маяк на Кейп-Пойнті використовують як оглядовий майданчик.